# Колобова, Ксения Михайловна
Ксе́ния Миха́йловна Ко́лобова (25 декабря 1904 [7 января 1905], Асхабад, Закаспийская область, Российская империя — 2 февраля 1977 года, Ленинград, РСФСР, СССР) — советский эллинист, специалист по истории ранней Древней Греции. Доктор исторических наук, профессор исторического факультета ЛГУ, его декан (1949—1951), заведующая кафедрой истории Древней Греции и Рима ЛГУ (1956—1971). Одна из авторов «Большой советской энциклопедии».

## Биография
Родилась в семье священника, впоследствии сложившего с себя сан. Детские и юношеские годы провела в Баку. С образованием Советского Азербайджана в 1920 году, её отец служил в аппарате С. М. Кирова.
Начав получать гимназическое образование в Туркестане, завершила его в русской женской гимназии в Баку.
Поступив одновременно в Бакинский театральный институт и Бакинский университет, выбрала последний.
Окончила историко-филологический факультет Азербайджанского университета (1927), где училась в 1920—1926 годах.
Её главным наставником там стал известный филолог-классик и поэт Вячеслав Иванов. Его дочь Лидия в своих воспоминаниях отзывалась о Колобовой как об «очень умной» и «одной из самых блестящих и близких его бакинских учениц».
После окончания университета переезжает в Ленинград, где с 1930 года под руководством С. А. Жебелёва учится в аспирантуре по кафедре истории Древней Греции Института истории рабовладельческих обществ Государственной академии истории материальной культуры (ГАИМК), окончила её в 1932 году. Затем до 1937 года научный сотрудник той же кафедры (сектора). В 1931 году опубликовала свою первую работу.
В 1930-х годах опасалась ареста.
С 1937 года на преподавательской работе на кафедре истории древней Греции и Рима ЛГУ.
В том же году по совокупности работ К. М. Колобовой были присвоены степень кандидата исторических наук и звание доцента.
Во время Великой Отечественной войны в эвакуации в 1942—1944 гг. работала в педагогических институтах Астрахани и Куйбышева. Затем вновь в ЛГУ.
В 1948 году защитила докторскую диссертацию.
С 1949 года профессор, доктор наук. В 1949—1951 была деканом исторического факультета, в 1956—1971 заведующая кафедрой.
С 1971 года на пенсии из-за болезни.
В. В. Селиванов упоминает, что после смерти С. И. Ковалёва (ум. 1960 г.) ей предлагали возглавить Музей истории религии и атеизма АН СССР, но Колобова отказалась.
Супруг с 1933 года — Селиванов Владимир Иванович, сотрудник ГАИМК, соратник Н. Я. Марра.
Сын — Селиванов, Валерий Владимирович, философ и культуролог.
В Ленинграде жила на ул. Плеханова (ныне Казанская) д.6, кв.19 (ныне дом перестроен):505.

## Научные труды

### Монографии
- Материалы к библиографии К. М. Колобовой.
- К вопросу о судовладении в древней Греции. Л.: ГАИМК, 1933. 99 с. (Известия ГАИМК; Вып. 61).
- Из истории раннегреческого общества (о. Родос IX—VII вв. до н/э). Л.: Изд-во Ленингр. ун-та, 1951. 340 с., 1 л. табл.
- Олимпийские игры : Пособие для учащихся. Москва : Учпедгиз, 1958. 64 с. В соавторстве с Е. Л. Озерецкой.
- Очерки истории древней Греции: Пособие для учителя. Л.: Учпедгиз, 1958. 348 с. В соавторстве с Л. М. Глускиной.
- Как жили древние греки. Л.: Учпедгиз, 1959. 166 с. В соавторстве с Е. Л. Озерецкой.
- Древний город Афины и его памятники. Л.: Изд-во Ленингр. ун-та, 1961. 373 с.

### Статьи
- Греция (Древняя) / Колобова К. М. (исторический очерк), Ельницкий Л. А. (Воспитание и просвещение), Лосев А. Ф. (Религия и мифология), Гайденко В. П. (Философия), Пикус Н. Н. (Естественнонаучные взгляды), Ельницкий Л. А. (География, Историческая наука, Музыка), Тронский И. М. (Литература), Головня В. В. (Театр), Соколов Г. И. (Архитектура, изобразительное и декоративно-прикладное искусство), Тронский И. М. (Изучение древнегреческой культуры. Вступление, Изучение литературы), Лосев А. Ф. (Изучение философии), Фролов Э. Д. (Изучение истории), Сидорова Н. А. (Изучение искусства). // Гоголь — Дебит. — М. : Советская энциклопедия, 1972. — (Большая советская энциклопедия : [в 30 т.] / гл. ред.  А. М. Прохоров ; 1969—1978, т. 7).